# Violetas
Violetas es una película dirigida por Rafa Montesinos e interpretada por Mercedes Sampietro y Laura Guiteras.

## Argumento
Emma tiene 50 años y hace veinte que ejerce de funcionaria de prisiones. Su vida transcurre entre la cárcel donde trabaja y su casa. Sin salir de su soledad, de su orden y de su rutina casi obsesiva, vive enfrascada en una realidad que se ha construido a su medida.

## Premios
Premio a la mejor película en el Festival Inquiet de Valencia 2008,
Premio a la mejor película del Jurado Joven en Igualada Festival 2009